# Circonscription de Meragna
La circonscription de Meragna est une des 135 circonscriptions législatives de l'État fédéré Amhara, elle se situe dans la Zone Nord Shoa. Sa représentante actuelle est Yeshiemebet Negash Belete.